# Охотниче (Синельниківський район)
Охо́тниче — село у Синельниківському районі Дніпропетровської області. Входить до складу Васильківської селищної громади. Населення становить 71 особа. До 2018 року орган місцевого самоврядування - Дебальцівська сільська рада.

## Історія
12 червня 2020 року, відповідно до розпорядження Кабінету Міністрів України № 709-р від «Про визначення адміністративних центрів та затвердження територій територіальних громад Дніпропетровської області», увійшло до складу Васильківської селищної громади.
19 липня 2020 року, в результаті адміністративно-територіальної реформи і ліквідації Васильківського району, село увійшло до складу новоутвореного Синельниківського району.

## Назва
21 лютого 2024 року Комітет Верховної Ради України з питань організації державної влади,місцевого самоврядування, регіонального розвитку та містобудування підтримав перейменування села на Вовче, однак остаточне перейменування відбудеться тільки після успішного голосування у Верховній Раді.

## Географія
Село Охотниче розташоване на півдні Васильківського району на лівому березі річки Вовча. На півдні межує з селом Лугове, на сході з селом Григорівка, на півночі з селом Дебальцеве та на заході з селом Новотерсянське.